# 207 г. пр.н.е.
207 (двеста и седма година) година преди новата ера (пр.н.е.) е година от доюлианския (Помпилийски) римски календар.

## Събития

### В Римската република
- Консули са Гай Клавдий Нерон и Марк Ливий Салинатор (за II път).
- Консулът Нерон получава командването на войската срещу Ханибал, а Ливий командването в Северна Италия.
- Нерон започва кампанията си с известни успехи при Гементум и Венизия. По това време са заловени няколко картагенски пратеници, които разкриват намерението на Хасдрубал Барка, който е повел армията си към Северна Италия по суша, да се съедини с брат си Ханибал и неговата войска в Умбрия. Въз основа на тази информация Нерон решава да се присъедини с част от войската си към Ливий.[1]
- Навлезналият в Северна Италия Хасдрубал, откривайки срещу себе си сили предвождани от двамата консули, решава да не даде битка и се опитва да продължи по заобиколен път към мястото на среща с Ханибал.[1]
- Римската армия преследва картагенците и ги принуждава да влязат в битка при река Метавър, където те са разгромени, а самият Хасдрубал загива.[1]
- Нерoн се завръща с войската си на юг, а отсечената глава на Хасдрубал е хвърлена в лагера на брат му Ханибал, който няма избор освен да се оттегли в Брутиум без да има възможност да предприема повече настъпателни десйтвия.[1][2]

### В Гърция
- Римксият командващ Сулпиций и пергамският цар Атал I посещават съвета на Етолийския съюз и по-късно превземат и разграбват град Ореос в Беотия.[2]
- Филип нахлува в Етолия и превзема град Тронион, докато неговите съюзници ахейците, предвождани от стратега Филопемен, побеждава римския и етолийски съюзник Спарта в битка при Мантинея.[3]

### В Испания
- В Испания командването на част от картагенските сили е поето от военачалник Ханон, който се присъединява към Магон Барка в Келтиберия. Публий Сципион изпраща Марк Юний Силан срещу тях и в последвала битка той побеждава картагенците и пленява Ханон.[4]
- Сципион маневрира срещу главните сили на Хасдрубал Гискон, който обаче отказва да влезне в решителна битка и предпочита да изпрати войници за усилване на картагенските гарнизони. Сципион изпраща брат си Луций да атакува и превземе град Оронгис (Orongis).[4][3]

### В Азия
- Продължава голямата източна кампания на Антиох III.

## Починали
- Хасдрубал Барка, картагенски пълководец (роден 245 г. пр.н.е.)